# Зелена анаконда
Зелена анаконда (Eunectes murinus) је највећи представник фамилије боа (Boidae), као и најтежа змија на свету. Она је једна од четири врсте у свом роду.

## Опис
Анаконда је једна од највећих змија на свету. Просечна дужина износи близу 5.5 метара, док су забележене (али непроверене) дужине од 9.45 m и 11 метара. По дужини је близу најдужој живој змији на свету, мрежастом питону, који је око 10 метара дугачак, али зато држи рекорд као најтежа и најгломазнија данашња змија; може да тежи 270 килограма и у пречнику да има више од 30 центиметара. Највећа змија икада измерена је вероватно била женка анаконде, уловљена али не убијена, на граници између Колумбије и Венецуеле 1944. године. Овај џин је био дугачак чак 11.43 метара, али јој нису измерили тежину. Женке су видљиво крупније од мужјака, а анаконде су змије са највећим полним диморфизом на свету.
Њихова боја коже је маслинасто зелена са црним мрљама које се протежу целом дужином тела. Глава је мала, у поређењу са величином тела, и на њој се налазе препознатљива наранџасто-жута обележја. Очи су високо постављене на глави, како би змија могла да гледа изнад воде док је остали део тела сакривен.

## Распрострањеност
Зелене анаконде живе претежно на северу Јужне Америке, у сливовима река Амазон и Оринока, у Венецуели, Колумбији, Бразилу, северној Боливији, североисточном Перуу, Гвајани и на острву Тринидад.

## Понашање
Све анаконде су понајвише водене животиње. Хране се различитим животињама: рибама, птицама, другим гмизавцима и сисарима. Особито крупније анаконде лове тапире, јелене, капибаре, кајмане, а понекад крокодиле и јагуаре, али тако велики оброци се не поједу. Стезањем убијају плен. Најпре га ухвате својим моћним вилицама, а затим, или се обавију око њега док га не угуше, или га стежу у води док се не удави. Понекад, док су на копну, могу да са дрвета се обруше на плен. Плен целокупно гутају својим покретљивим вилицама које им омогућавају да га прогутају иако већи од пречника њихових уста. Након великог оброка, анаконде леже на сунцу одмарајући се данима или недељама док се оброк не свари.
Код зелених анаконди је присутан и канибализам. Постоји више претпоставки за ово понашање, али ниједно није у потпуности схваћено. У заточеништву су познате по својој нарави и склоности ка агресивном понашању.
Иако зелене анаконде задају снажан и болан угриз, он није смртоносан.
Просечан животни век у дивљини је 10 година.

## Размножавање
Анаконде су ововивипарни организми. Парење се одвија у време кишне сезоне, у води. Тада неколико мужјака конкурената формирају такозвану лопту око једне женке, а то може да потраје и до четири недеље. Мужјаци и женке се једино могу видети заједно током парења, након чега свако настави својим путем. Након шест месеци, женка рађа живе младе, а број најчешће варира од 20 до 40, али их може бити и до 100. Младе змије су по рођењу обично око 61 cm дугачке и у року од само неколико сати почињу да пливају и лове жабе и рибе. Полну зрелост стичу са 2 до 3 године.

## Занимљивости
- Поред зелене, у род анаконди се сврставају још и жута, тамно-пегава и боливијска анаконда.
- Пошто од свих осталих бои највећи део живота проводи у води, неки је називају и „воденом боом“.
- Име „анаконда“ потиче од тамилске речи која значи „убица слонова“.